# Smiles-Umlagerung
Die Smiles-Umlagerung ist eine organisch-chemische Reaktion und gehört zu den Umlagerungsreaktionen. Sie ist nach Samuel Smiles benannt, der sie 1931 beschrieb.
Es handelt sich um eine intramolekulare, nucleophile aromatische Substitution. Bei der Gruppe X kann es sich hier um ein Sulfon, Sulfid, Ether oder andere elektronenziehende Substituenten handeln. Die Gruppe Y muss ein starkes Nucleophil sein wie etwa Phenol-Sauerstoffatom, Aminstickstoff-Atom oder Schwefel. Wie bei anderen nucleophilen Substitutionen an Aromaten muss dieser durch weitere elektronenziehende Gruppen in ortho- oder para-Position zur Gruppe X aktiviert werden.
Eine Variante der Smiles-Umlagerung ist als Truce-Smiles-Umlagerung bekannt. Hier ist das Nucleophil Y so stark, dass der Aromat keine weiteren aktivierenden Gruppen enthalten muss. Als Nucleophile dienen hier Organolithium-Verbindungen.
Die Reaktion nutzt die ortho-Sulfongruppe aus um das Anion durch eine ortho-Metallierung als Nucleophil zu erzeugen.
Eine ähnliche Umlagerungsreaktion ist als Chapman-Umlagerung bekannt.